# Micol Azzurro
Micol Azzurro (Roma, 20 agosto 1986) è una showgirl e attrice italiana.

## Biografia
Inizia a studiare recitazione a 14 anni, seguendo alcuni laboratori teatrali. A 17 anni ottiene il suo primo ingaggio teatrale (cabaret al Teatro Petrolini di Roma). Nel 2006 recita nel cortometraggio Stalking diretto da Massimo Terranova.
Nel 2007 è scelta come VJ per la rete satellitare Magic TV dove ha condotto, tra l'altro, i programmi La 10+Web e VJ & Friends.
Tra il 2007 e il 2011 lavora a vari programmi di Rai 1 come soubrette negli show Chi fermerà la musica, La botola e I migliori anni. Nel 2009 recita nella sit-com di Rai 2, 7 vite 2, quindi interpreta il ruolo di Gaia Ruggeri nella serie tv di Rai 1 Don Matteo 7.
Nel 2010 recita nella miniserie televisiva di Canale 5 Tutti per Bruno. Dopo aver recitato nella commedia teatrale Uomini sull'orlo di una crisi di nervi 2, è co-protagonista assieme a Veronica Pivetti, della miniserie di Rai 1 La ladra.
Nel 2012 recita nel film Tutti i santi giorni di Paolo Virzì. Nel 2014 interpreta il ruolo di Luisella nella fiction di Canale 5 Il peccato e la vergogna 2. Ha quindi partecipato nel ruolo di Euridice al film di Silvio Muccino Le leggi del desiderio.
Nel 2016 è nel cast della serie televisiva Non è stato mio figlio nel ruolo di Mirella; sempre nel 2016 è protagonista della commedia teatrale "Compagni di banco" di Federico Moccia. Successivamente conduce la finale italiana del concorso Miss Universo Italia 2016 al fianco di Paolo Conticini. Nel 2017 interpreta il ruolo di Marilù, la manicure de Il bello delle donne... alcuni anni dopo fiction in onda su Canale 5. La troviamo poi sempre nello stesso anno in Camera Café su Rai 2.
Nel 2018 è una dei protagonisti della commedia per il cinema Non è vero ma ci credo per la regia di Stefano Anselmi e partecipa al film Amici come prima con Massimo Boldi e Christian De Sica.

## Filmografia

### Cinema
- Stalking, regia di Massimo Terranova – cortometraggio (2006)
- Nient'altro che noi, regia di Angelo Antonucci (2008)
- Good As You - Tutti i colori dell'amore, regia di Mariano Lamberti (2012)
- Tutti i santi giorni, regia di Paolo Virzì (2012)
- Le leggi del desiderio, regia di Silvio Muccino (2015)
- Malati di sesso, regia di Claudio Cicconetti (2018)
- Non è vero ma ci credo cinema e Netflix, regia di Stefano Anselmi (2018)
- Amici come prima, regia di Christian De Sica (2018)
- Siccità, regia Paolo Virzí (2022)

### Televisione
- 7 vite 2 – serie TV (2009)
- Don Matteo 7 – serie TV (2009)
- Tutti per Bruno, regia di Stefano Vicario e Francesco Pavolini – miniserie TV (2010)
- La ladra, regia di Francesco Vicario – miniserie TV (2010)
- Il peccato e la vergogna – serie TV, 4 episodi (2014)
- Non è stato mio figlio – serie TV (2016)
- Il bello delle donne... alcuni anni dopo – serie TV, 1 episodio (2017)
- Camera Café – serie TV (2017)

## Teatro
- Non c'è tanga che tenga - Teatro Petrolini di Roma (2005)
- Pastori - Teatro Don Bosco di Roma (2006)
- Uomini sull'orlo di una crisi di nervi... 2 - Auditorium della Rai di Napoli (2010)
- Compagni di banco - teatro DeServi, regia di Federico Moccia (2016)

## Programmi TV
- Chi fermerà la musica (2007-2008)
- La botola (2008)
- I migliori anni (2008-2011)
- Le capitane (2017)
- Renovation Beauty (2022, Hibe)